# Paray-le-Monial
Paray-le-Monial è un comune francese di 9 575 abitanti situato nel dipartimento della Saona e Loira nella regione della Borgogna-Franca Contea.

## La città del Sacro Cuore di Gesù
Nel monastero della Visitazione di Paray-le-Monial, nel XVII secolo, Margherita Maria Alacoque, canonizzata nel 1920, ebbe delle apparizioni di Gesù, in seguito alle quali è nata la festa del Sacro Cuore di Gesù e la pratica devozionale dei Primi nove venerdì del mese. Per questo la località è nota anche come "città del Sacro Cuore di Gesù". Le apparizioni sono riconosciute dalla Chiesa cattolica.

## Monumenti e luoghi d'interesse
La cittadina è famosa per la basilica cluniacense, meta di pellegrinaggi. L'edificio, capolavoro del romanico, fu edificato nel XII secolo e possiede un interno che per la sua delicata eleganza era anche conosciuto nel medioevo come La promenade des anges (La passeggiata degli angeli).

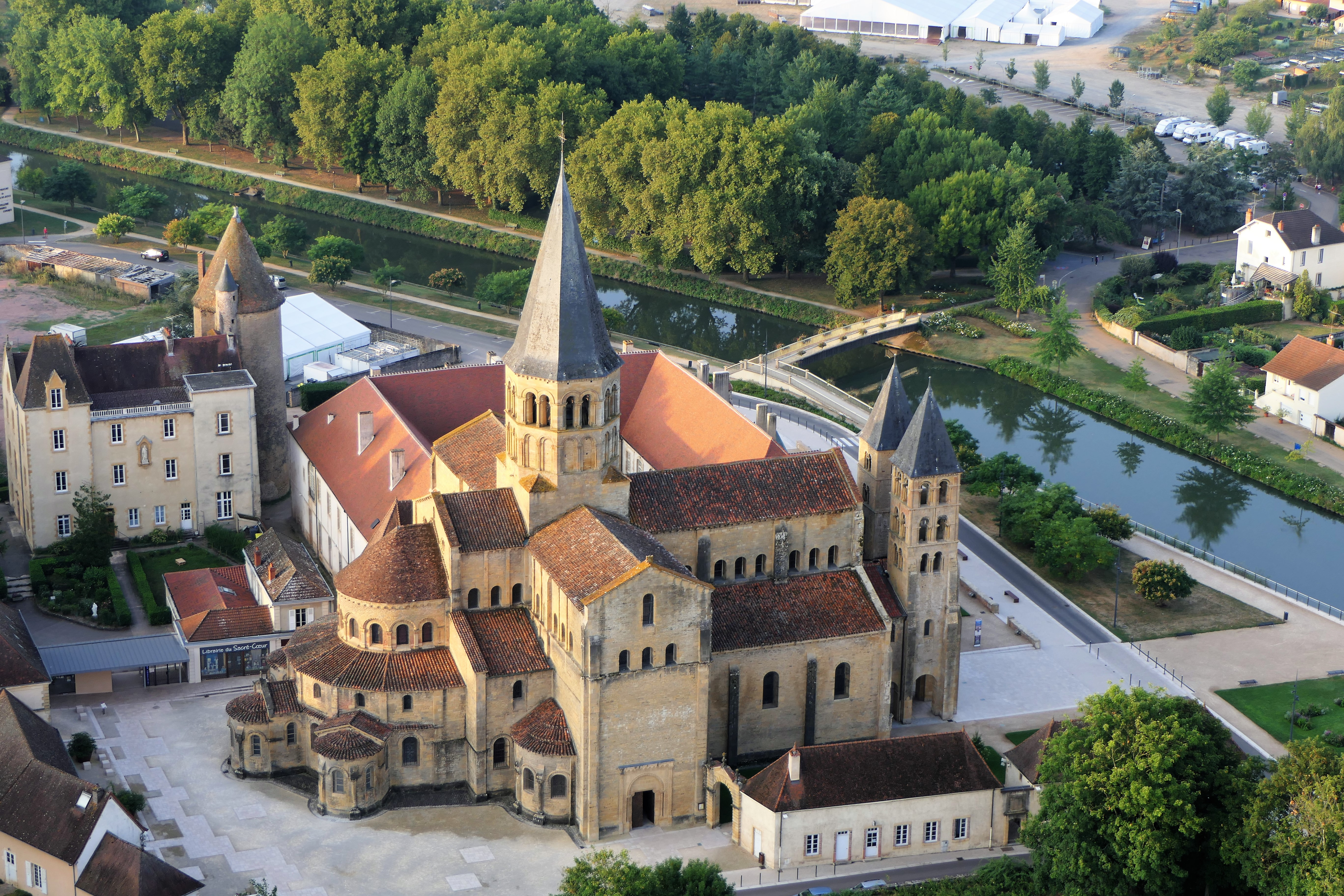
Basilica di Paray-le-Monial
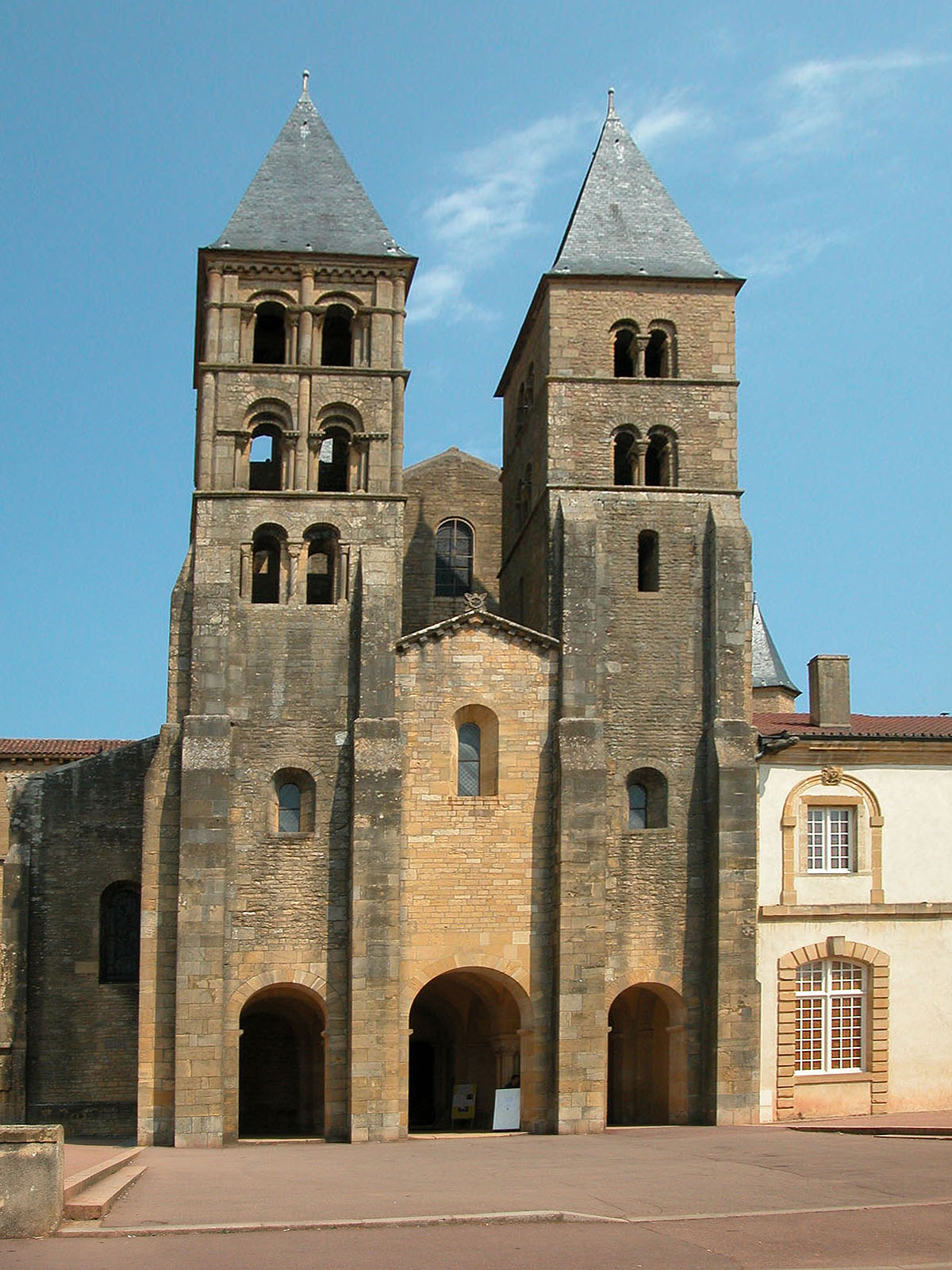
Facciata della basilica
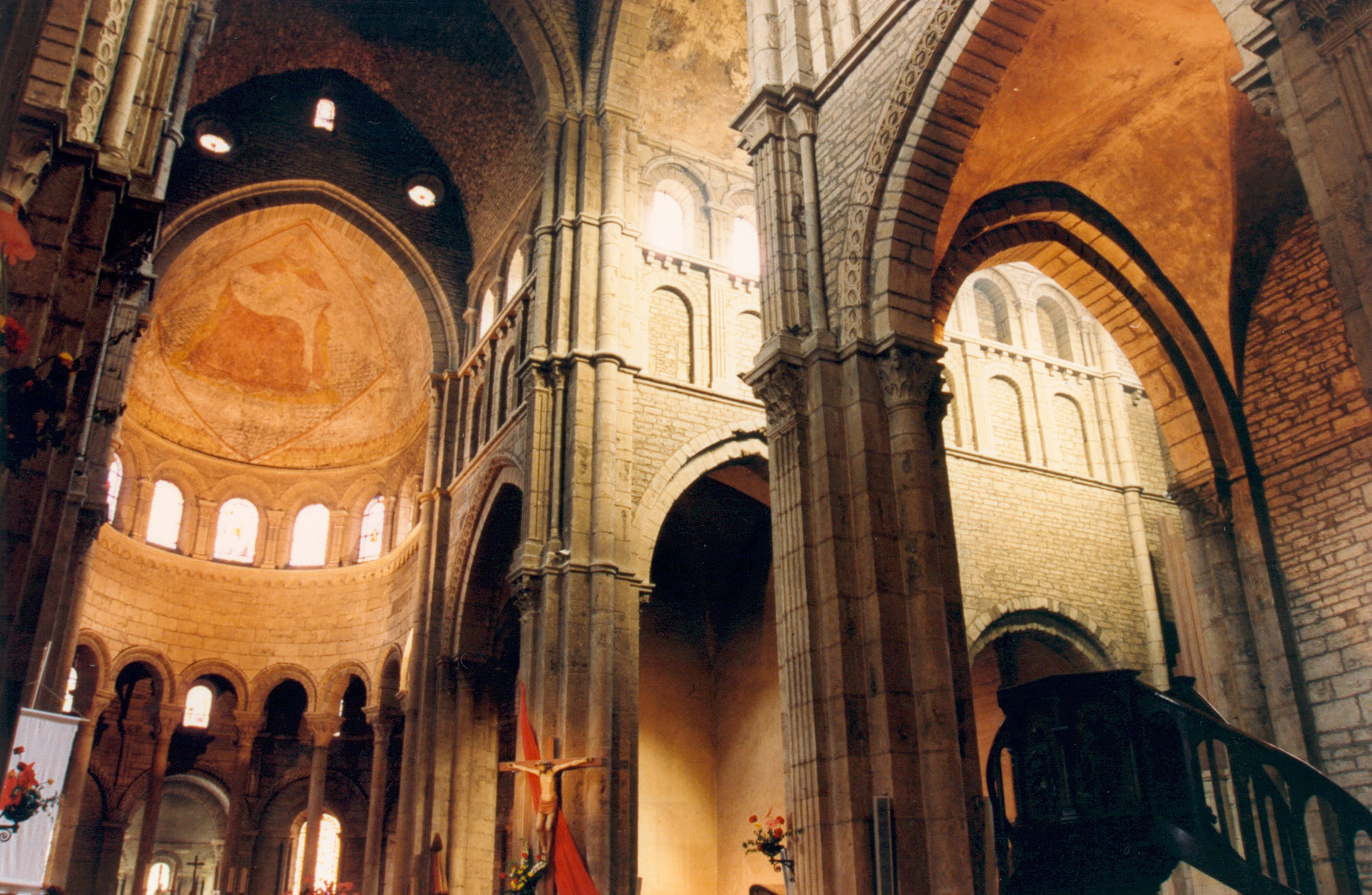
Interno della basilica
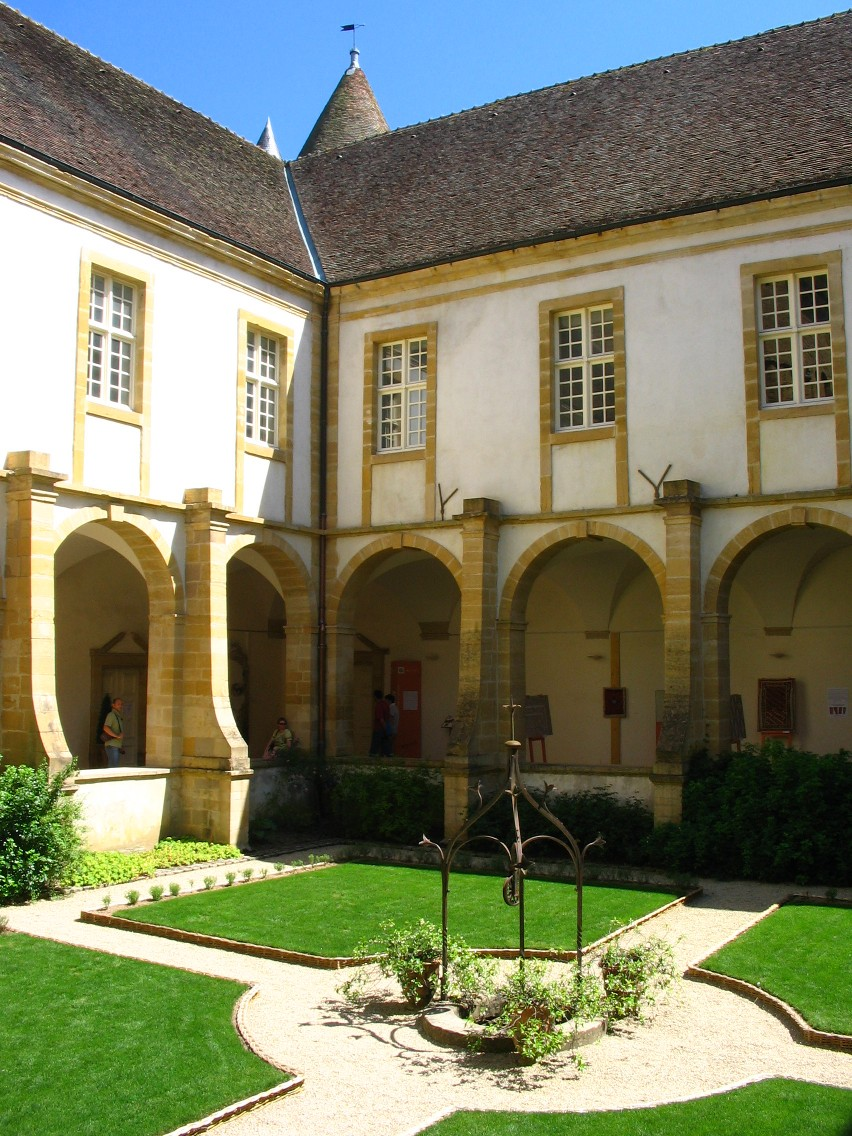
Chiostro

## Società

### Evoluzione demografica
Abitanti censiti

## Amministrazione

### Gemellaggi
- Bad Dürkheim, dal 1966
- Wells
- Betlemme, dal 2003
- Payerne